# Вольф фон Штуттергайм
Вольф фон Штуттергайм (нім. Wolff von Stutterheim; нар. 17 лютого 1893, Кенігсберг, Пруссія — пом. 3 грудня 1940, Берлін) — німецький воєначальник часів Третього Рейху, генерал-майор Люфтваффе (1940), один з командирів бомбардувальної авіації Повітряних сил Третього Рейху. Кавалер Pour le Mérite (1918) та Лицарського хреста Залізного хреста (1940). Учасник Першої та Другої світових війн.

## Біографія
Вольф фон Штуттергайм народився 17 лютого 1893 року у Кенігсберзі у старовинній родині спадкових військових, у сім'ї яка мала декілька генералів у роду та сім кавалерів Pour le Mérite. Одинадцять членів родини пали на полях Першої світової війни, зокрема його батько та два дядьки.
Військова кар'єра
- 1 квітня 1912 — фанен-юнкер
- 23 жовтня 1913 — фенріх
- 19 червня 1914 — лейтенант
- 16 серпня 1917 — оберлейтенант

- 1 липня 1935 — майор
- 1 жовтня 1936 — оберстлейтенант
- 1 січня 1939 — оберст
- 27 серпня 1939 — генерал-майор

1 квітня 1912 Вольф поступив на військову службу фанен-юнкером до 1-го гвардійського гренадерського полку царя Александра Прусської армії. У червні 1914 року отримав перше офіцерське звання лейтенант та призначений командиром взводу цього полку.
З перших днів війни на фронті, бився у Бельгії, де 6 серпня дістав поранення. До середини жовтня на лікуванні у шпиталі. З 14 жовтня 1914 року — командир роти свого полку, бої на Західному фронті біля Аррасу. 31 грудня знову важко поранений та евакуйований у тил. Після повернення призначений ад'ютантом фузілерного батальйону у 1-му гвардійському гренадерському полку, але у травні дістав чергового поранення, й до 21 червня був на лікуванні у госпіталі.
Після одужання повернувся командиром роти, але за місяць знову був поранений — вже вчетверте. Проте, завершився курс лікування Вольф фон Штуттергайм повернувся до строю у серпні 1915 року, але ненадовго: 27 серпня його знову важко поранило та він до кінця лютого 1916 року був у медичному закладі на лікуванні.
1 березня 1916 року молодий лейтенант знову в строю, продовжував битися у лавах свого полку на Східному та Західному фронтах, командував ротою, був ад'ютантом 2-го батальйону, полку. Вже після завершення війни, 24 грудня 1918 року дістав шосте важке поранення, перелом основи черепа у наслідок падіння з коня, й вже до війська не повернувся. Після лікування 15 травня 1920 року звільнений у запас.
Після війни тривалий час лікувався від наслідків своїх поранень. У 1923 році поступив до університету Мюнхена, де вивчав юриспруденцію та лісове господарство. З 1927 по червня 1935 служив у різних лісових структурах Веймарської республіки.
1 липня 1935 року відновився у лавах Збройних сил Німеччини, цього разу вступив до Люфтваффе та поступив на льотні навчальні курси у Магдебурзі. 28 червня 1936 року потрапив в авіаційну катастрофу й дістав важких поранень, був на лікуванні до квітня 1938 року.
Повернувшись до строю, проходив службу на різних посадах у штабних структурах Люфтваффе. 1 січня 1939 року призначений командиром групи в ескадрі KG 152, а трохи пізніше KG 77. З 14 вересня 1939 року — командир 77-ї бомбардувальної ескадри Люфтваффе, з невеликою перервою до серпня 1940 року. У червні 1940 року під час боїв у небі над Францією отримав важке поранення, від наслідків якого помер у шпиталі Шаріте в Берліні 3 грудня 1940 року.